# ТОР «Краснокаменск»
Территория опережающего социально-экономического развития «Краснокаменск» — территория в Забайкальском крае России, на которой установлен особый правовой режим осуществления предпринимательской деятельности. Создана в 2016 году и преобразована в 2020 году.

## Развитие территории
ТОР «Краснокаменск» была создана одной из первых на Дальнем Востоке в соответствии с постановлением Правительства РФ от 16 июля 2016 года № 675 "О создании территории опережающего социально-экономического развития «Краснокаменск» на участках, расположенных территории города Краснокаменск; в 2014 году был включён в федеральный перечень монопрофильных муниципальных образований (моногородов). Постановлением Правительства РФ от 9 сентября 2020 года № 1374 "О преобразовании территории опережающего социально-экономического развития «Краснокаменск» было установлено, что границы ТОР определяются по границам территории муниципального образования городского поселения «Город Краснокаменск» (то есть, в ТОСЭР включена вся территория города); предыдущее постановление утратило силу.
Первым резидентом территории опережающего развития в Краснокаменке (ещё о преобразования) стала в июне 2017 года компания «Атомспеццемент»: её проект предусматривает строительство в Краснокаменске помольного комплекса завода специальных цементов.
Новым резидентом территории опережающего социально-экономического развития «Краснокаменск» стала в октябре 2017 года «Краснокаменскпромстрой», реализующая инвестпроект, связанный со строительством производственного комплекса по выпуску общестроительного цемента мощностью 100 тыс. тонн в год.
Якорным резидентом ТОР «Краснокаменск», в ноябре 2020 года, вскоре её преобразования, стало Приаргунское производственное горно-химическое объединение (ПАО "ППГХО им. Е. П. Славского), входящее в Атомредметзолото (горнорудный дивизион ГК «Росатом»). Компания планирует освоит Аргунское и Жерловое месторождения урановой руды и построить рудник № 6, промышленный комплекс, который, будет выпускать ежегодно до 2,5 тыс. т. закиси-окиси урана.
Ещё одним резидентом территории опережающего развития «Краснокаменск» стала в марте 2021 года компания «Экопромгаз». В первом квартале 2022 года инвестор запускает завод по переработке мусора и ТБО путём низкотемпературного пиролиза мощностью 14 тыс. тонн в год.
Требования к потенциальным резидентам предусматривают, что компания-соискатель должна быть зарегистрированы в ТОР «Краснокаменск», не должны иметь филиалов вне ТОР, предоставить минимальный объем инвестиций не менее 500 тыс. рублей, не находиться в процессе ликвидации, банкротства или реорганизации и соответствовать профильным видам деятельности ТОР.
По состоянию на конец 2021 года на территории опережающего развития зарегистрировано 4 резидента, общая сумма заявленных инвестиций составляет 11,2 млрд рублей, количество создаваемых рабочих мест — 1250.

## Резиденты
Резидентам ТОР предоставляется ряд преференций, среди них — кредит на реализацию проекта под 6 % годовых, субсидия на подготовку документов — до 90 %, нулевые налоги на землю и имущество в первые пять лет работы, налог на прибыль — от 0 % до 5 %, страховые взносы — 7,6 %, . Также резиденты получают административные преференций, включая сокращенные сроки проведения контрольных проверок, готовую инфраструктуру, предоставление земельного участка для реализации проекта и режим свободной таможенной зоны.
Резиденты ТОР «Краснокаменск» — компании «Атомспеццемент», «Краснокаменскпромстрой», «Приаргунское производственное горно-химическое объединение» и «Экопромгаз»